# Yelp

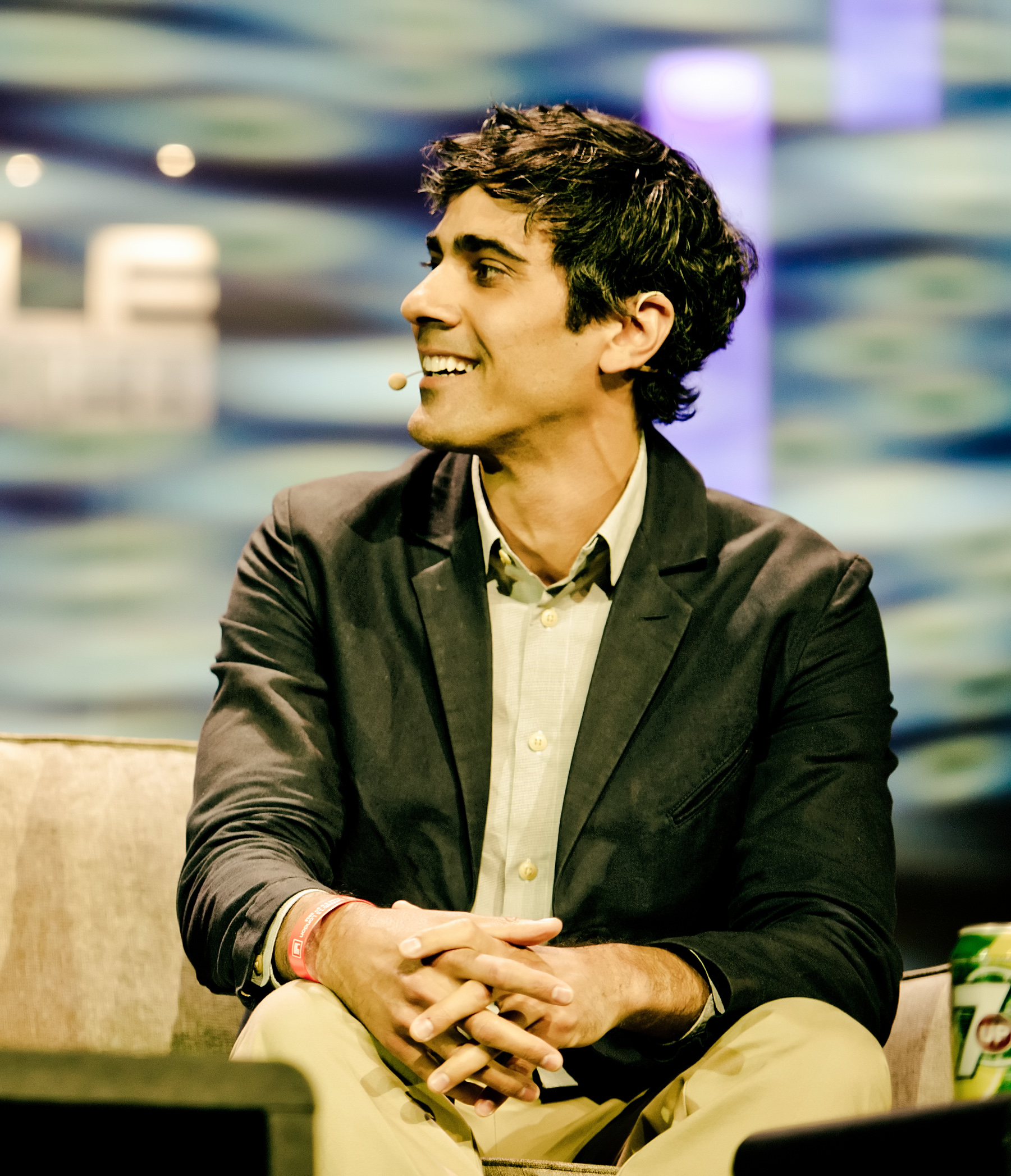
Джереми Стопплмен — генеральный директор и один из основателей компании

Yelp (yelp.com) — веб-сайт для поиска на местном рынке услуг, например ресторанов или парикмахерских, с возможностью добавлять и просматривать рейтинги и обзоры этих услуг. Для популярных бизнесов имеются сотни обзоров. Для обозревателей на сайте предусмотрены элементы социальной сети.
Сервис был запущен в октябре 2004 года для рынка услуг Сан-Франциско, в дальнейшем география расширена. Наибольшим рынком компании остаются США, а всего Yelp создал сайты для 111 стран (2013). Посещаемость сайтов Yelp на конец 2010 года составила 39 млн уникальных посетителей в месяц, к началу 2016 года — более 142 млн уникальных посетителей в месяц.

## Компания
Создателем и владельцем сайта является одноимённая компания, основанная Расселом Симмонсом (англ. Russel Simmons) и Джереми Стопплменом (англ. Jeremy Stoppelman), отмечаемые как члены так называемой «мафии PayPal» — неформального сообщества инвесторов и предпринимателей, работавших до 2002 года в платёжной системе PayPal.
Бизнес-инкубатор, в котором запущен проект — MRL Ventures. На ранних стадиях проект привлёк $6 млн долларов от венчурного фонда Mission Street, в последующих инвестиционных раундах проект получил $3 млн (2006) и $8 млн (2008). К 2009 году выручка от деятельности сервиса составила $30 млн. В 2011 году проведено IPO на Нью-Йоркской фондовой бирже. По состоянию на начало 2016 года капитализация компании составляет $2,1 млрд, выручка за 2014 год составила около $0,5 млрд.
В 2014 году Yelp согласился заплатить $ 450 000 Федеральной торговой комиссии США для урегулирования обвинения в нарушении закона COPPA (компания предоставляла услуги детям до 13 лет через свои приложения).